# Tseel, Govi-Altai
Tseel (tiếng Mông Cổ: Цээл) là một sum của tỉnh Govi-Altai ở miền tây Mông Cổ. Vào năm 2009, dân số của sum là 2.038 người.

## Địa lý
Sum có diện tích khoảng 5.631 km2. Trung tâm sum, Tseel, nằm cách tỉnh lỵ Altai 167 km và thủ đô Ulaanbaatar 1.168 km.

### Khí hậu
Tseel có khí hậu bán khô hạn. Nhiệt độ trung bình hàng năm trong khu vực là 3 °C. Tháng ấm nhất là tháng 7, khi nhiệt độ trung bình là 22 °C và lạnh nhất là tháng 1, với −20 °C. Lượng mưa trung bình hàng năm là 115 mm. Tháng ẩm ướt nhất là tháng 8, với lượng mưa trung bình là 27 mm, và khô nhất là tháng 12, với 2 mm.

## Kinh tế
Sum có một trường học, bệnh viện và khu dịch vụ.